# 中江玄武觀
中江玄武觀位於四川省德陽市中江縣，文物遺址年代判定為明至清。2012年7月16日公佈為第八批四川省文物保護單位。
中江玄武觀位於四川省德陽市中江縣凱江鎮玄武村玄武山頂，始建於唐乾元二年（759），重建於明萬曆年間。初名為乾昌寺，宋改為大雄寺，清末改為玄武觀。現存建築僅存正殿（三清殿）。整體建築位於玄武山頂，坐東向西，呈三合院佈局，占地面積2270平方公尺，建築面積953平方公尺。中軸線上由西向東依次為露天真武像及像台、三清殿，兩側為南北廂房。三清殿為明萬曆年間所建，清代培修，建築平面呈正方形，素面台基高0.6公尺，為木結構，抬梁梁架，前後櫞袱剳牽用4柱，單簷歇山式筒瓦屋頂。面闊三間12.75公尺，進深三間12.9公尺。玄武觀及玄武山歷來為中江名勝之地，初唐三傑王勃、盧照鄰、駱賓王以及杜甫等名人均遊歷此地並留有詩文。1997年，玄武觀被德陽市人民政府公佈為市級文物保護單位。